# Eremogone juncea
Eremogone juncea är en nejlikväxtart som först beskrevs av Friedrich August Marschall von Bieberstein, och fick sitt nu gällande namn av Edward Fenzl. Eremogone juncea ingår i släktet Eremogone och familjen nejlikväxter. Inga underarter finns listade i Catalogue of Life.